# 新疆生产建设兵团第四师六十四团
新疆生产建设兵团第四师六十四团是中华人民共和国新疆生产建设兵团第四师下辖的一个团，与新疆维吾尔自治区可克达拉市苇湖镇实行“团镇合一”的管理体制。

## 行政区划
新疆生产建设兵团第四师六十四团下辖以下单位：
团部、一连、二连、三连、四连、五连、六连、七连、八连、九连、十连、十一连、十二连、十三连、十四连、十五连、十六连、十七连、十八连、十九连、二十连、二十一连、二十二连和霍尔果斯种子站生活区。